# Federazione Motociclistica Italiana
La Federazione Motociclistica Italiana, più nota con la sigla FMI, è l'ente che in Italia rappresenta e cura gli interessi generali del mondo delle motociclette; in special modo e sin dall'inizio per quanto riguarda il motociclismo sportivo, ma anche nel campo della produzione di serie, dell'educazione e della sicurezza stradale, del settore moto storiche e in quello del mototurismo.

## Storia
I primi movimenti in questo campo avvennero intorno al 1901 quando il Club Sportivo Ardire organizza il primo Campionato Toscano di ciclismo, formando anche una categoria per motocicli. Nel 1903 vengono creati il Moto Club Como, il Moto Club Firenze e l'Unione Sportiva Leonessa d'Italia. Non essendo uniti nei criteri di svolgimento delle gare, i gruppi creano una sorta di tornei molto diversi fra loro, e questo crea problemi per i partecipanti.
Il sodalizio nacque il 29 aprile 1911 come Moto Club d'Italia, allo scopo di "dare allo sport motociclistico un'organizzazione uniforme e un regolamento unico che ne disciplini tutte le manifestazioni" e, per celebrare la fondazione, organizzò una competizione per motociclette sul circuito ellissoidale in terra battuta del "Trotter" (l'antico ippodromo milanese) che riuscì a richiamare, secondo le cronache dell'epoca, oltre 5.000 spettatori.
Il giorno 8 ottobre dello stesso anno, il neonato Club diede il via al "1º Campionato Motociclistico Italiano", organizzando la gara di velocità sul percorso Sesto San Giovanni – Lecco – Colico – Sondrio – Passo dell'Aprica – Edolo – Lovere – Bergamo – Crescenzago; un tracciato di 314,6 km, da completare nel tempo massimo di 7 ore.
Nel 1929, la sede federale del Moto Club d'Italia fu trasferita a Roma. Il 15 aprile 1932, in vista del Gran premio d'Europa, svoltosi a Roma due giorni dopo, il re Vittorio Emanuele concesse al sodalizio l'insegna e il titolo di "Reale" e la denominazione venne mutata in Reale Moto Club d'Italia.
Nel 1935, quale risposta alle "inique sanzioni" comminate all'Italia dalla Società delle Nazioni, su richiesta del Regno Unito, iniziò il periodo dell'autarchia, nel quale si decise l'abolizione delle terminologie anglofone, così mutando il Reale Moto Club d'Italia in Reale Federazione Motociclistica Italiana.
Durante la Repubblica Sociale Italiana il CONI venne trasferito a Venezia e, con esso, la Reale Federazione Motociclistica Italiana.
Dopo il referendum istituzionale del 1946, l'assemblea dei soci riunitasi a Montecatini, decise di mutare la denominazione in Federazione Motociclistica Italiana e di spostare la sede federale a Milano, poi nuovamente e definitivamente trasferita a Roma, nel 1964.

### Presidenti
La seguente lista riporta in ordine cronologico i nomi dei Presidenti che si sono succeduti alla guida della Federazione.
1. 1911 Gino Modigliani
2. 1911-1914 Oreste Togni
3. 1914-1931 conte Alberto Bonacossa
4. 1931-1933 barone Paolo Ricci Lotteringi del Riccio[3]
5. 1933 Gregorio Boncompagni principe Ludovisi
6. 1934-1943 Ugo Leonardi[4]
7. 1943-1950 Cav. Amilcare Rossetti[5]
8. 1943 conte Alberto Bonacossa[6]
9. 1943 Piero Taruffi[7]
10. 1943-1944 Ettore Rossi[6]
11. 1944-1945 Carlo Manstretta[8]
12. 1945-1946 Giovanni Curli[9]
13. 1945-1946 Piero Taruffi[10]
14. 1946-1963 Emanuele Bianchi
15. 1963-1965 Ferruccio Colucci[3]
16. 1965-1969 Salvatore "Dore" Leto di Priolo
17. 1969-1979 Ferruccio Colucci
18. 1979 Fausto Pompili[11]
19. 1979-1996 Francesco Zerbi
20. 1996 Pietro Mario Rozza[11]
21. 1996-2016 Paolo Sesti
22. 2017-in carica Giovanni Copioli

## Organizzazione
Anche se la sede principale è situata a Roma, in tutto il territorio sono sparse diversi gruppi aderenti alla federazione, chiamati Moto club. Un qualsiasi individuo voglia iscriversi ad un Motoclub (naturalmente in territorio italiano), aderisce di conseguenza anche alla FMI. Queste sedi non sempre contengono nella loro denominazione il nome del comune ove sono situate, ma possono avere qualsiasi nominativo. L'attività dei moto club consiste nell'organizzazione di motoraduni e altri eventi sportivi di carattere locale, nazionale ed internazionale.